# Hirticallia hirsuta
Hirticallia hirsuta är en skalbaggsart som beskrevs av Maria Helena M. Galileo och Martins 1990. Hirticallia hirsuta ingår i släktet Hirticallia och familjen långhorningar. Inga underarter finns listade i Catalogue of Life.